# اليوم الدولي للتوعية بخطر الألغام
تحتفل الأمم المتحدة باليوم الدولي للتوعية بخطر الألغام في 4 نيسان / أبريل من كل عام وفق قرار الجمعية العامة الصادر بتاريخ 8 كانون الأول / ديمسبر 2005. وذلك ضمن سياق الدعم الذي تقدمه الأمم المتحدة ومنظماتها للدول بالمواضيع المتعلقة بالألغام ولتشجيع بناء قدرات وطنية وتطويرها في الدول التي تشكل فيها الألغام والمخلفات المتفجرة تهديداً لسلامة المدنيين أو عائقاً أمام التنمية.
في سياق عملها على حماية المدنيين من مخاطر الألغام والمخلفات المتفجرة، أقرت الأمم المتحدة خلال العام 1997 اتفاقية حظر استعمال وتكديس وإنتاج ونقل الألغام المضادة للأفراد وتدمير تلك الألغام حيث انضم أو صادق عليها 156 دولة، كما تم في تشرين الثاني / نوفمبر 2006 تفعيل البروتوكول الخامس المتعلق بمخلفات الحرب المتفجرة الملحق بالاتفاقية المتعلقة بأسلحة تقليدية معينة، إضافة إلى ذلك تم في كانون الأول / ديسمبر 2008 فتح باب التوقيع على اتفاقية الذخائر العنقودية ‏.